# Fenchurch
Fenchurch è un personaggio della serie di romanzi di fantascienza umoristica Guida galattica per gli autostoppisti.

## Romanzi
Appare per la prima volta, ma senza essere nominata, nel primo romanzo della serie, Guida galattica per gli autostoppisti: è la ragazza seduta in un caffè di Rickmansworth di cui si parla nell'incipit.
È invece la coprotagonista, insieme con Arthur Dent, di Addio, e grazie per tutto il pesce. Ad Arthur, ritornato casualmente sulla Terra misteriosamente ricreata, viene offerto un passaggio da Russel, fratello di Fenchurch. In macchina c'è anche la ragazza, che però dorme sul sedile posteriore. Per Arthur è un colpo di fulmine. Russel racconta di come consideri la sorella pazza, perché è l'unica a non ritenere il ricordo della distruzione del pianeta frutto di un'allucinazione.
Si rincontrano per caso, per perdersi nuovamente di vista. Solo il fatto che Arthur decida di ricercare la caverna dove aveva vissuto nei suoi anni sulla Terra preistorica e che la casa di Fenchurch sorga proprio lì, li riunisce definitivamente. Ne nasce una storia d'amore, rafforzata dal comune ricordo della distruzione (e misteriosa riapparizione) della Terra.
Assieme, con l'aiuto di Wonko l'Equilibrato, riusciranno a chiarire il mistero: la nuova Terra è un pianeta ombra, portato in questo universo dai delfini.
Arthur, Fenchurch e Ford lasceranno poi la terra per cercare il Messaggio Finale di Dio al Creato, che Fenchurch aveva afferrato poco prima della distruzione del pianeta, ma che aveva poi dimenticato e che è scritto a lettere di fuoco alte dieci metri sulle montagne del pianeta Preliumtarn. Lì troveranno Marvin morente, che li aiuterà a leggere il messaggio: "Scusate il disturbo".
All'inizio di Praticamente innocuo, Fenchurch sparirà durante un salto nell'iperspazio per non riapparire più nei romanzi scritti da Adams. In E un'altra cosa... sarà invece molto presente pur non apparendo direttamente: il computer di bordo della nave di Wowbagger l'Eterno Prolungato assume, nella cabina di Arthur, il suo aspetto, e nel finale del libro appare una ragazza del tutto somigliante a Fenchurch, che Arthur ipotizza provenire da un universo parallelo.

## Sceneggiato radiofonico
Nella ultima serie dello sceneggiato radiofonico, si scopre che Fenchurch - dopo la sparizione - è diventata cameriera al Millyways, il ristorante al termine dell'Universo, ed al termine della serie si riunisce ad Arthur.

## Origine del nome
Deve il suo nome alla Fenchurch Street station di Londra, dove i suoi genitori l'avrebbero concepita durante una coda per fare i biglietti.